# Maurice Rousseau (évêque)
Pour les articles homonymes, voir Maurice Rousseau et Rousseau.
Maurice Paul Jules Rousseau, né le 11 janvier 1893 à Saint-Sulpice-de-Pommeray près de Blois, mort à Blois le 29 septembre 1967, est un évêque catholique français, évêque de Mende de 1945 à 1950, puis évêque de Laval de 1950 à 1962.

## Biographie

### Évêque
Maurice est nommé évêque titulaire d'Isba (de) le 22 juin 1943. 
Le 28 février 1962, il démissionne de son poste d'évêque diocésain et est nommé évêque titulaire d'Ausafa (de).